# دورية حرة الوصول

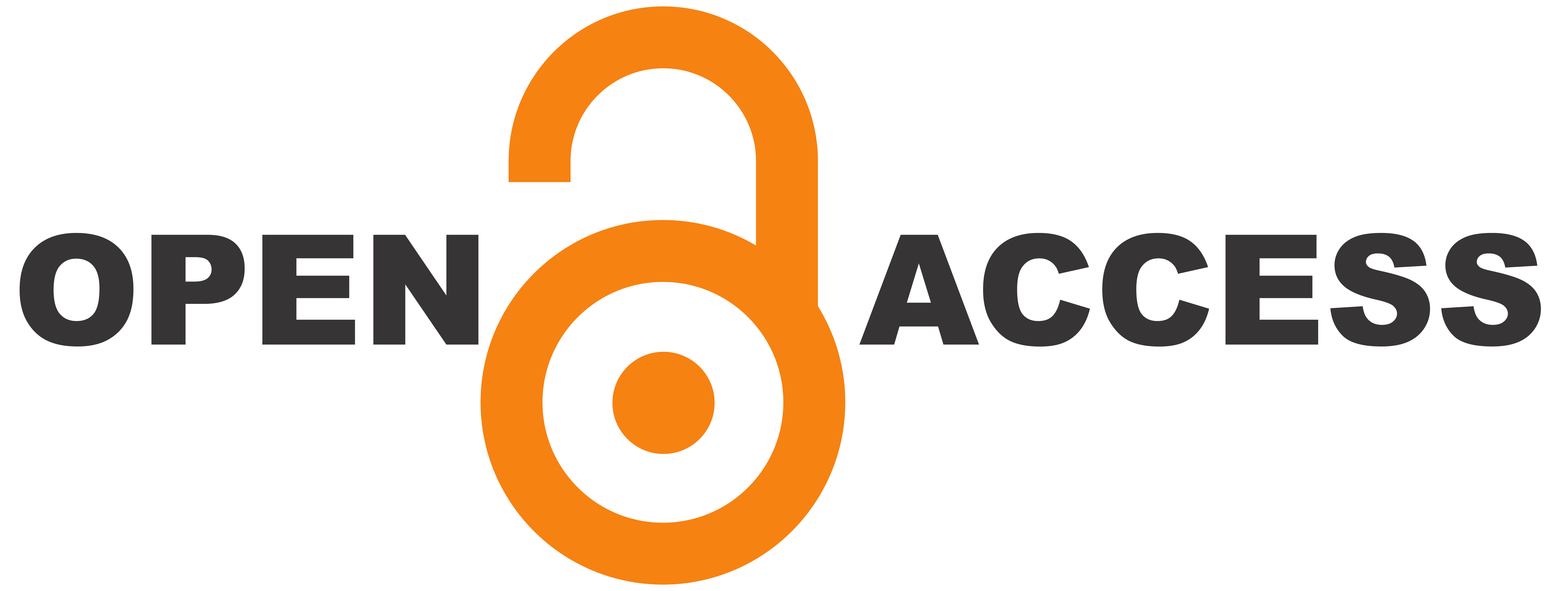

الدوريات حرة الوصول أومجلات الوصول المفتوح (بالإنجليزية: Open access journal)‏ هي مجلات علمية أكاديمية متاحة على الإنترنت للقارئ "بدون حواجز مالية أو قانونية أو تقنية غير تلك التي لا يمكن فصلها عن الوصول إلى الإنترنت نفسه. تزيل الدوريات الحرة حواجز الأسعار (مثل الاشتراك ورسوم الترخيص ورسوم الدفع لكل عرض) ومعظم الحواجز التي تعترض الحصول على إذن النشر (مثل القيود المفروضة على حق المؤلف والترخيص).
تدعم بعض المجلات المفتوحة الوصول ويتم تمويلها من قبل مؤسسة أكاديمية أو جمعية علمية أو مركز معلومات حكومي. . ويتم تمويل البعض الآخر بدفع رسوم معالجة المواد من خلال تقديم المؤلفين، والمال الذي يتم توفيره عادة للباحثين من قبل مؤسستهم أو وكالة التمويل. ويطلق على نشر المعلومات العلمية في مجلات الوصول المفتوح في بعض الأحيان الطريق الذهبي الحر للتأكيد على تميزها
على الرغم من أن هذا المصطلح في يستخدم للإشارة إلى كل من الوصول المفتوح المدفوع وغير المدفوع